# VVT-i
VVT-i (Variable Valve Timing with intelligence) — система сдвига фаз газораспределения двигателя внутреннего сгорания фирмы Toyota.

## Конструкция
Исполнительный механизм VVT-i размещен в шкиве распределительного вала — корпус привода соединен со звездочкой или зубчатым шкивом, ротор — с распредвалом.

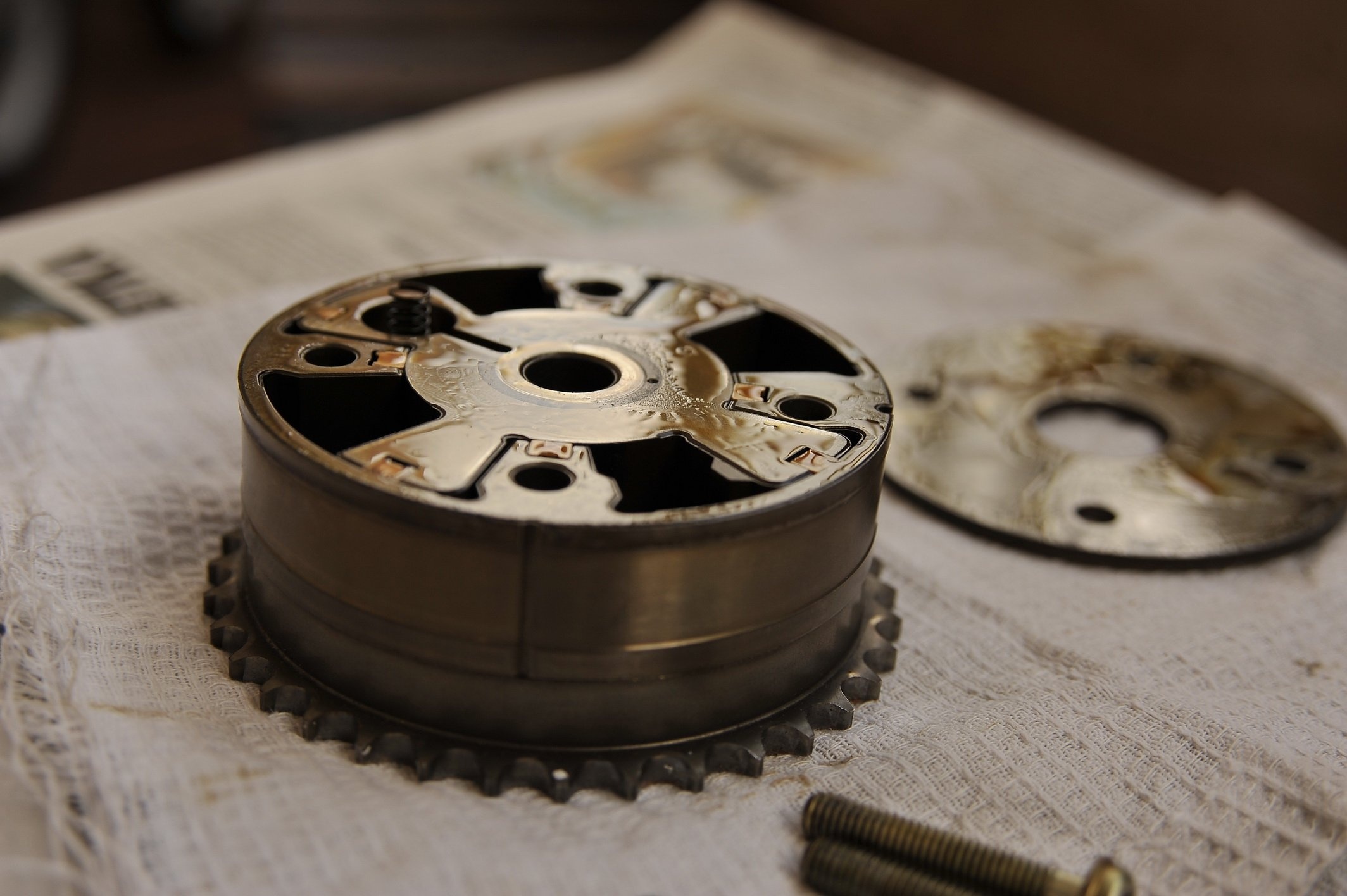
Муфта VVTI автомобиля Toyota Corolla II

Масло подводится с одной или другой стороны каждого из лепестков ротора, заставляя его и сам вал поворачиваться. Если двигатель заглушен, то устанавливается максимальный угол задержки (то есть угол, соответствующий наиболее позднему открытию и закрытию впускных клапанов). 

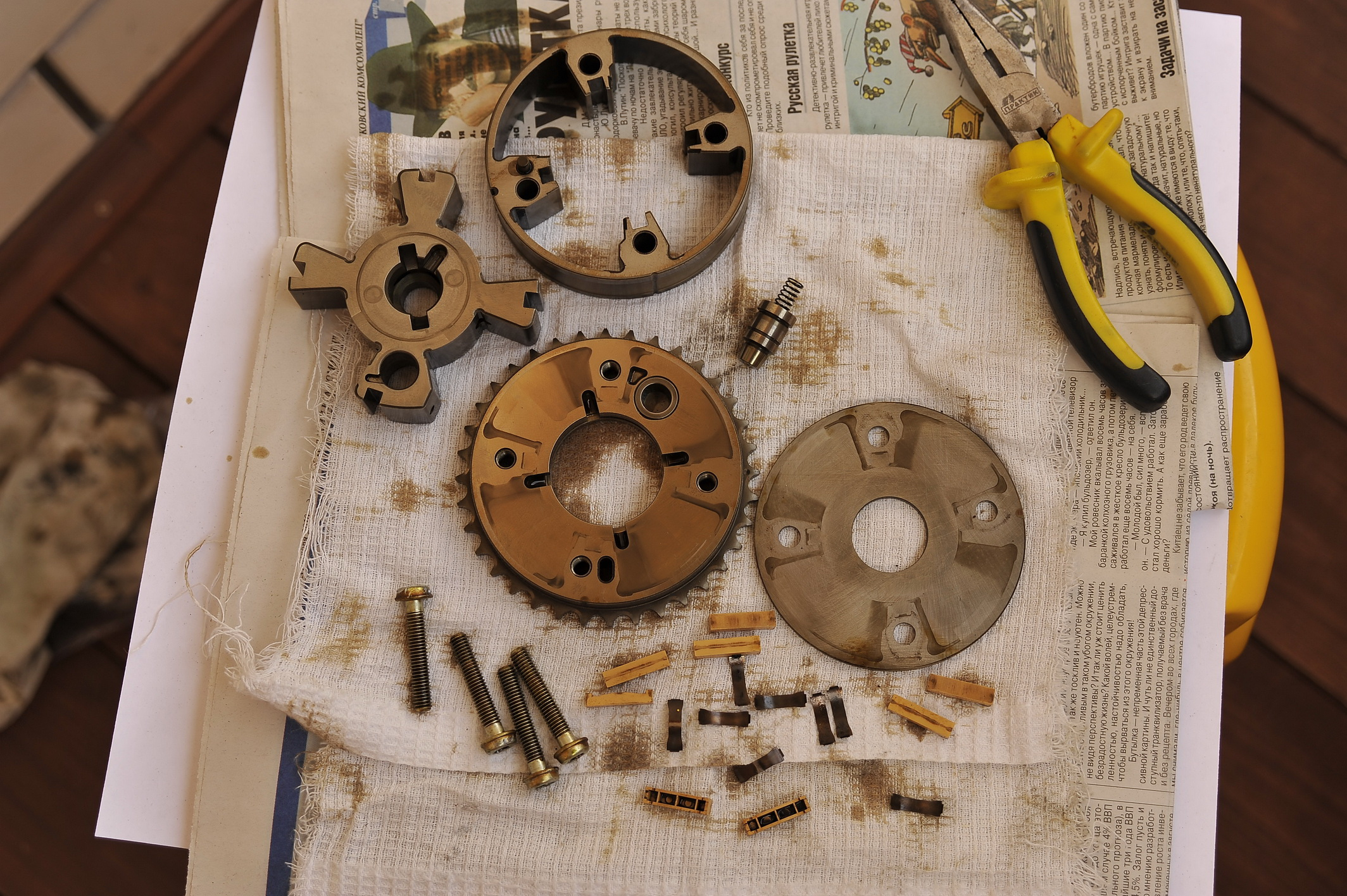
Муфта в разобранном виде

Чтобы сразу после запуска, когда давление в масляной магистрали ещё недостаточно для эффективного управления VVT-i, не возникало ударов в механизме, ротор соединяется с корпусом стопорным штифтом (затем штифт отжимается давлением масла).

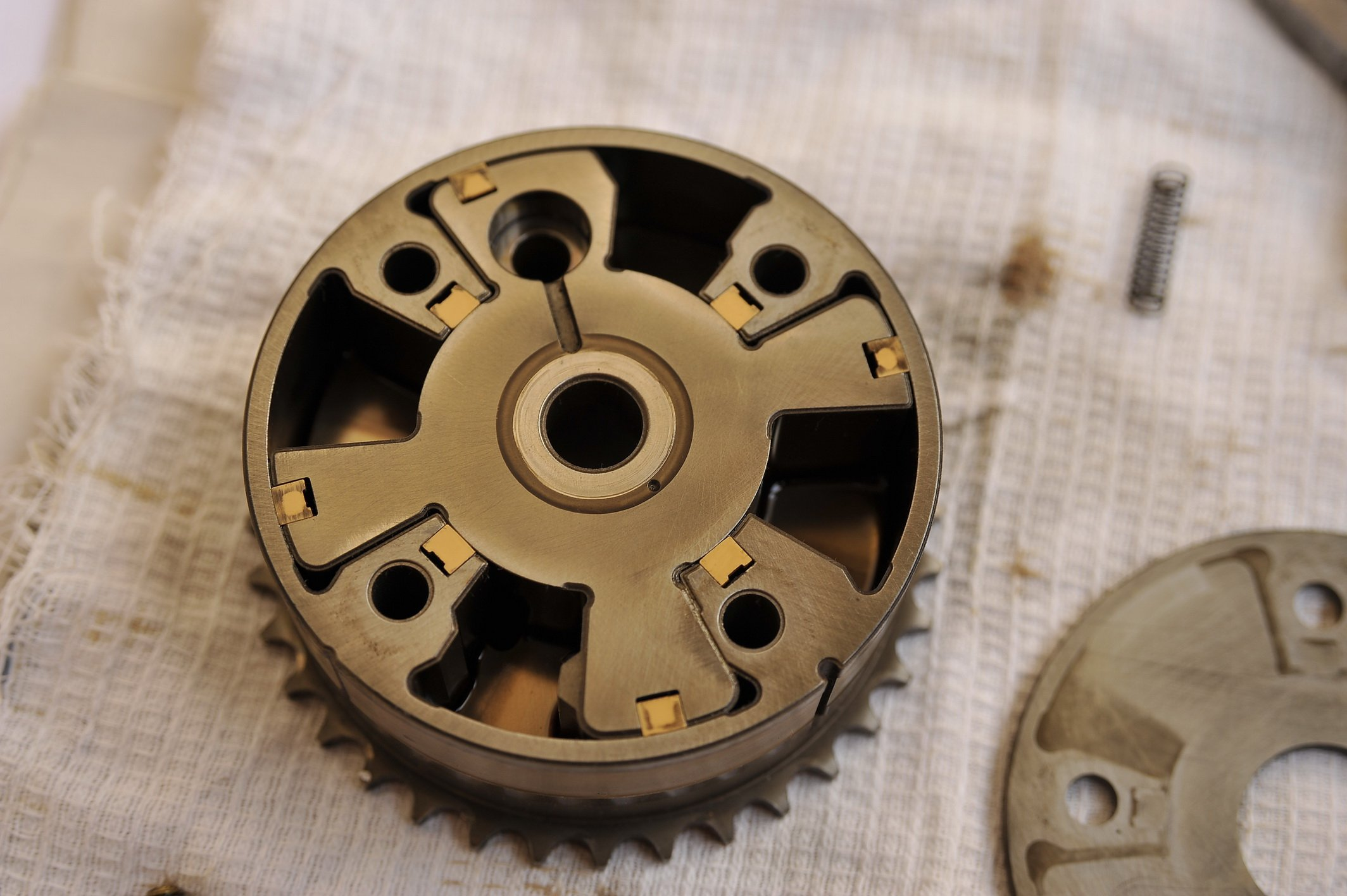
Муфта VVT-i. Вид сверху

Управление VVT-i осуществляется при помощи клапана VVT-i (OCV — Oil Control Valve).
По сигналу блока управления электромагнит через плунжер перемещает основной золотник, перепуская масло в том или ином направлении. Когда двигатель заглушен, золотник перемещается пружиной таким образом, чтобы установился максимальный угол задержки.

## Функционирование
Для поворота распределительного вала масло под давлением при помощи золотника направляется к одной из сторон лепестков ротора, одновременно открывается на слив полость с другой стороны лепестка. После того, как блок управления определяет, что распредвал занял требуемое положение, оба канала к шкиву перекрываются и он удерживается в фиксированном положении.
Функционирование системы VVT-i определяется условиями работы двигателя на различных режимах и турборежиме.

## Вариации
Приведенный выше 4-лепестковый ротор позволяет изменять фазы в пределах 40° (как, например, на двигателях серий ZZ и AZ), но если требуется увеличить угол поворота (до 60° у SZ) — применяется 3-лепестковый или расширяются рабочие полости.
Принцип действия и режимы работы этих механизмов абсолютно аналогичны, разве что за счет расширенного диапазона регулировки становится возможным вообще исключить перекрытие клапанов на холостом ходу, при низкой температуре или запуске.